# Aeropuerto Internacional de Raleigh-Durham
El Aeropuerto Internacional de Raleigh-Durham (IATA: RDU, OACI: KRDU, FAA LID: RDU) se encuentra localizado a 9 millas (14 km) al noroeste del pueblo de Morrisville en el suburbio del condado de Wake, Carolina del Norte, y entre las ciudades de Raleigh y Durham. El aeropuerto cubre 4929 acres (1995 ha) y opera con pistas de aterrizajes, proveyendo un servicio directo a 36 destinos domésticos e internacionales en 406 vuelos diarios. En 2007, más de 10 millones de pasajeros pasaron por el aeropuerto. El RDU Airport Authority es la autoridad encargada de las operaciones del aeropuerto y de sus instalaciones. La Autoridad del Aeropuerto es controlada por un comité compuesto por miembros de los condados de Wake y Durham, las ciudades de Raleigh y Durham.

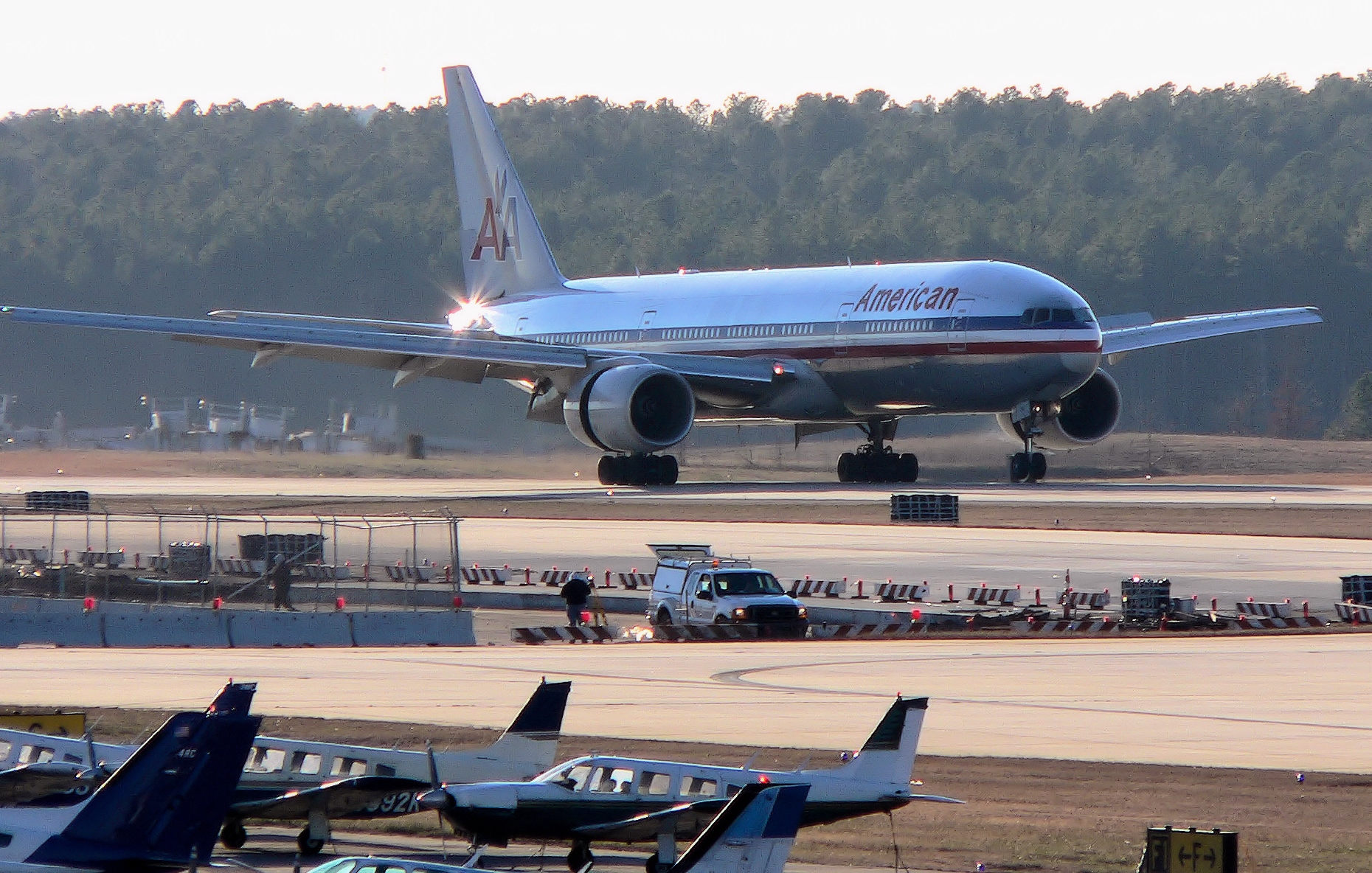
Un vuelo de American Airlines con el Boeing 777-200 de Londres–Gatwick aterrizando en Raleigh-Durham en 2005

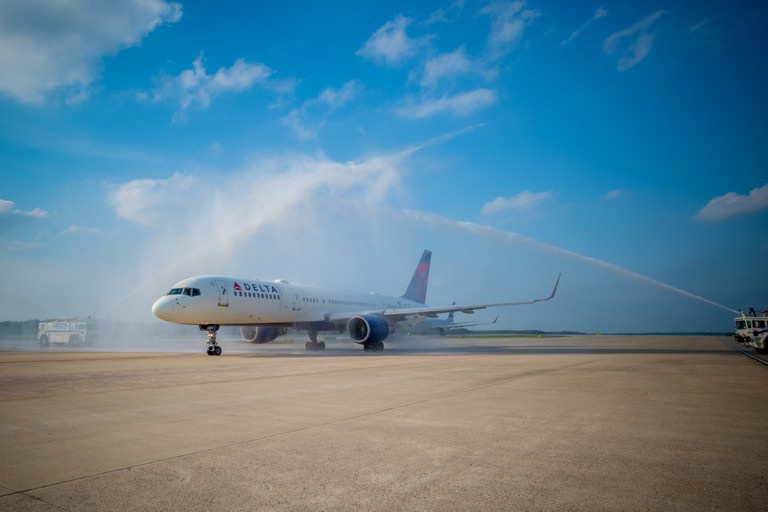
El vuelo inaugural de Delta Airlines de Raleigh–Durham hacia París.

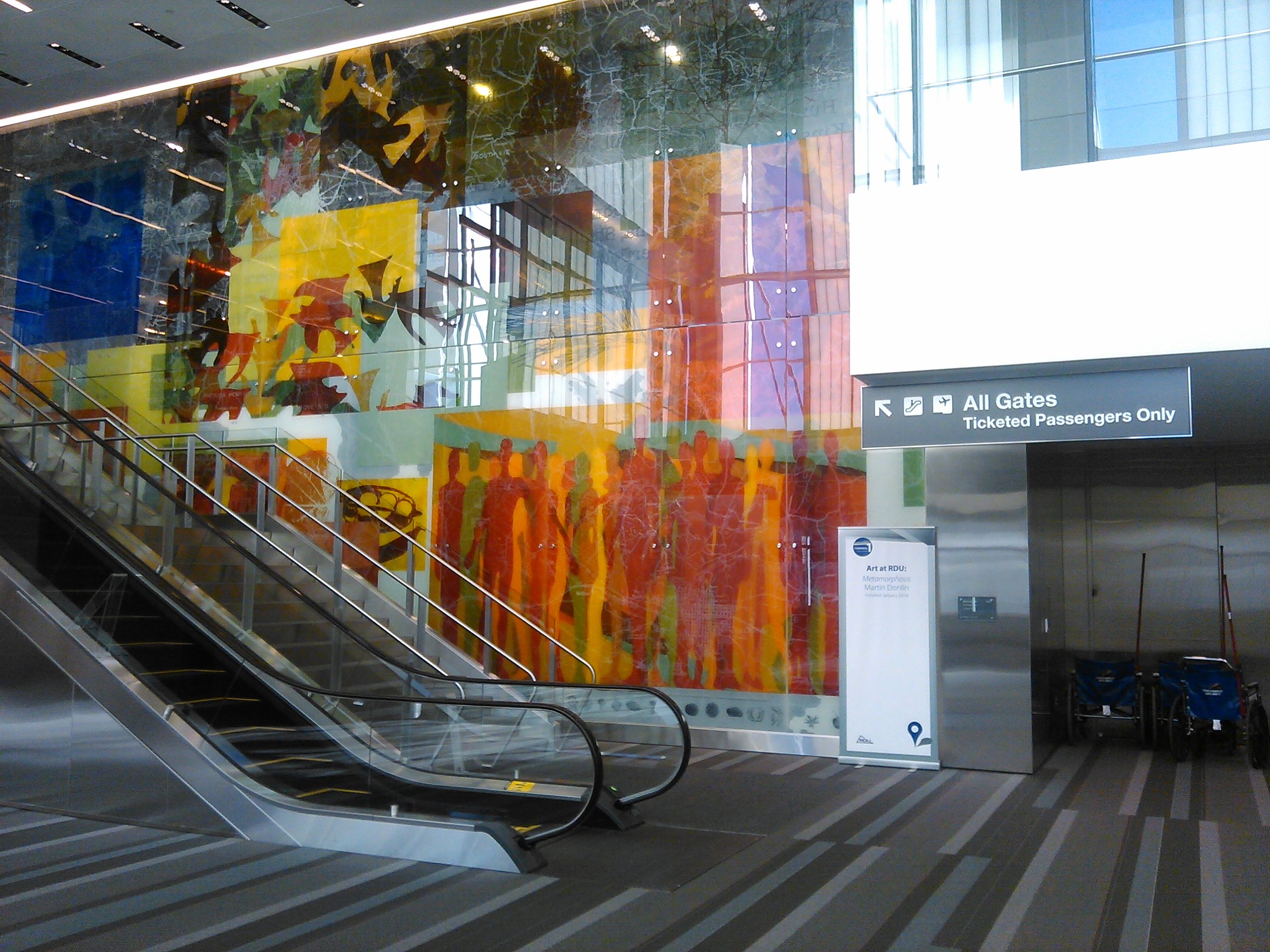
Terminal 1.

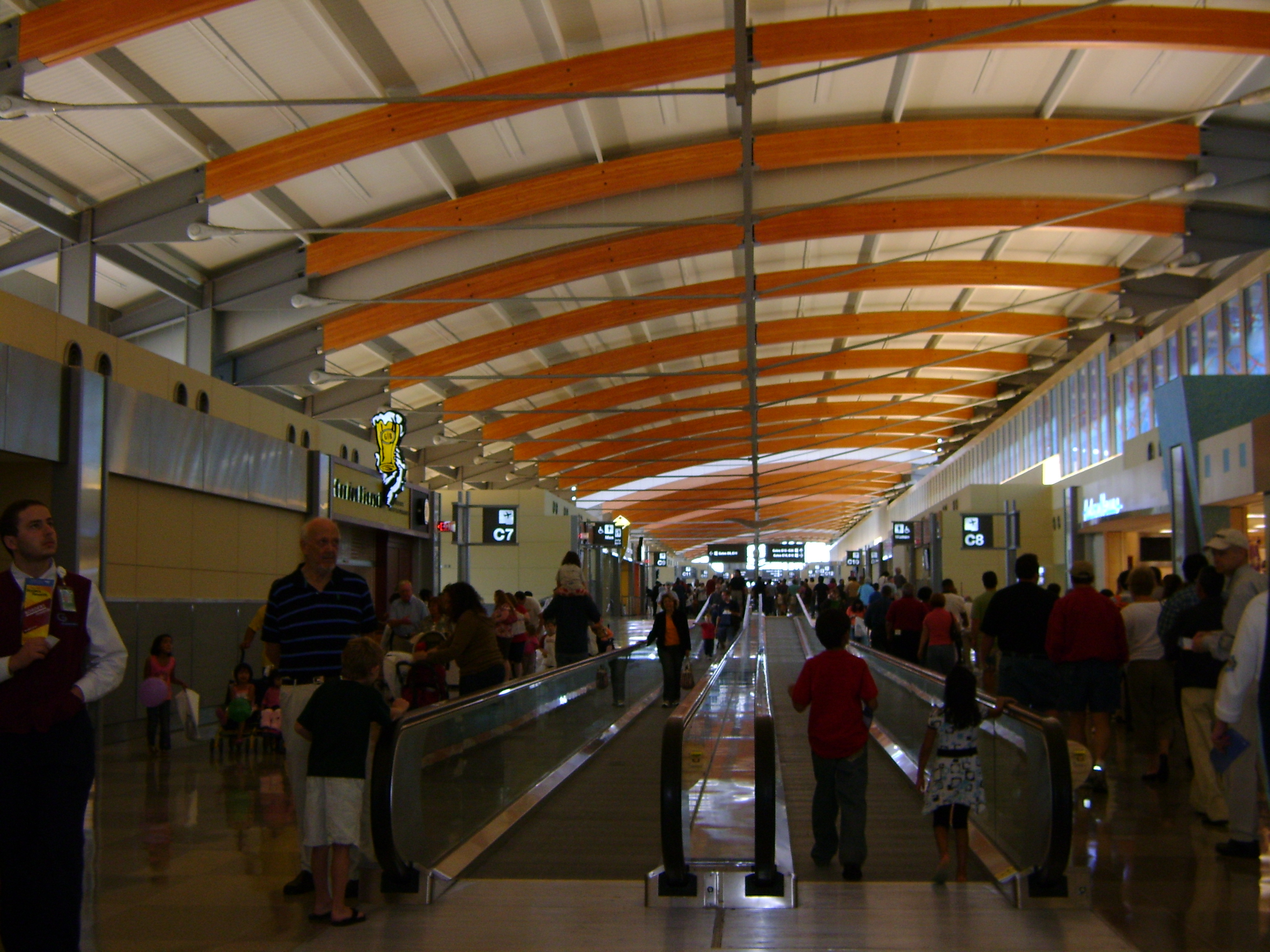
Terminal 2.

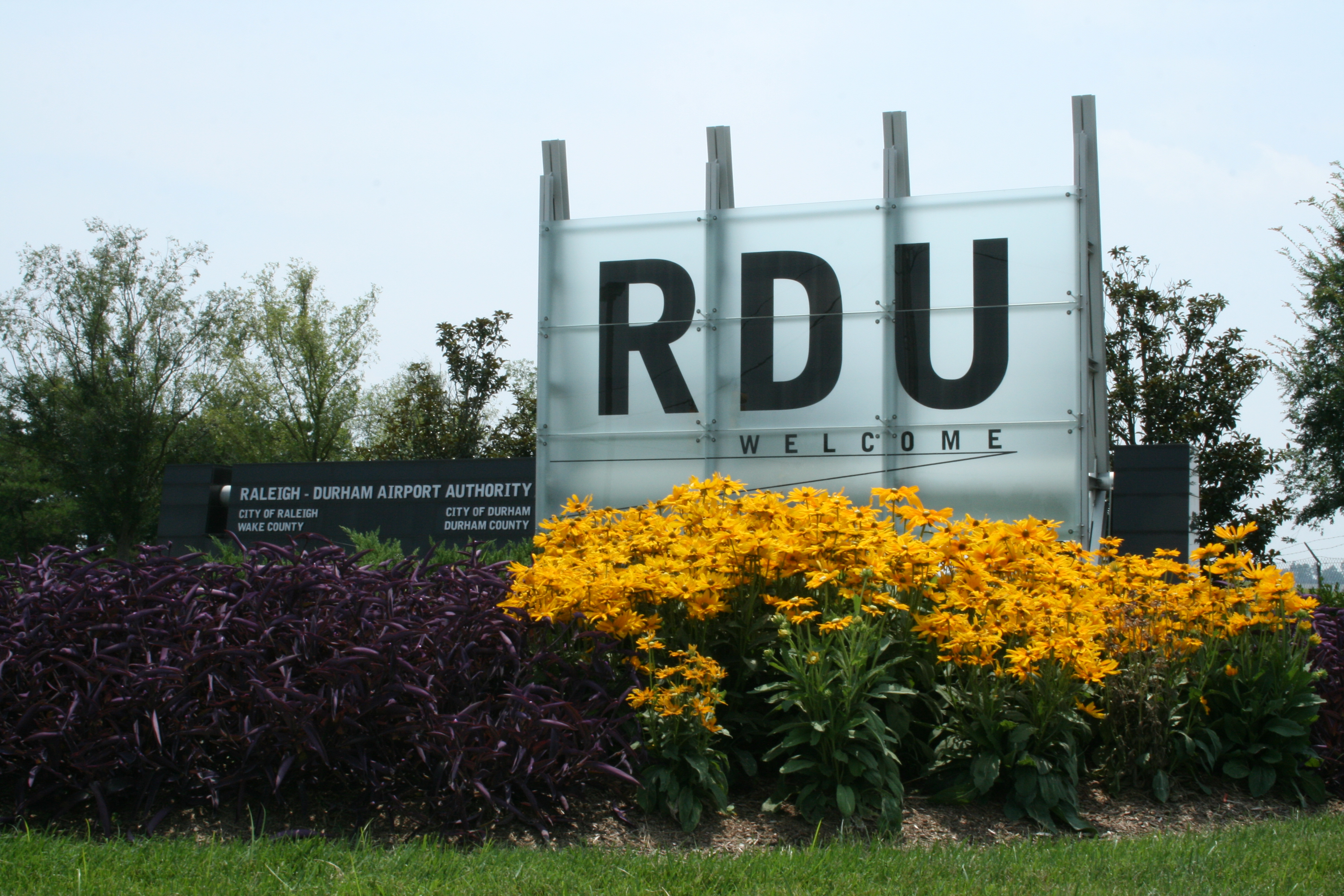
Letrero de bienvenida al aeropuerto.

## Aerolíneas y destinos

### Pasajeros
| Aerolíneas           | Destinos |
| -------------------- | --- |
| Aeroméxico           | Estacional: Cancún (inicia el 19 de diciembre de 2025) |
| Aeroméxico Connect   | Ciudad de México |
| Air Canada           | Estacional: Toronto–Pearson, Vancouver |
| Air Canada Express   | Montreal–Trudeau, Toronto–Pearson |
| Air France           | París–Charles de Gaulle |
| Alaska Airlines      | Seattle/Tacoma |
| American Airlines    | Charlotte, Chicago-O'Hare, Dallas/Fort Worth, Filadelfia, Londres–Heathrow, Los Ángeles, Miami, Phoenix-Sky Harbor Estacional: Cancún, Nueva York-LaGuardia, Punta Cana (inicia el 6 de diciembre de 2025), Washington-National |
| American Eagle       | Chicago-O'Hare, Filadelfia, Nashville, Nueva York-JFK, Nueva York-LaGuardia, Pittsburgh, Washington-National Estacional: Miami |
| Avelo Airlines       | Albany, Fort Myers, Grand Rapids, Mánchester (NH), New Haven, Rochester (NY), Wilmington (DE) Estacional: Montego Bay, Punta Cana |
| BermudAir            | Bermudas |
| Breeze Airways       | Akron/Canton, Albany, Cayo Hueso (inicia el 3 de octubre de 2025), Columbus–Glenn, Daytona Beach, Fort Myers, Hartford, Long Island/Islip, Louisville, Mánchester (NH) (inicia el 6 de noviembre de 2025), Memphis, New Haven, Nueva Orleans, Ogdensburg (inicia el 2 de septiembre de 2025),Orlando, Pittsburgh, Portland (ME), Portsmouth (inicia el 11 de diciembre de 2025), Providence, Rochester (NY), San Diego, Tampa, West Palm Beach, White Plains Estacional: Burlington (VT), Jacksonville (FL), Los Ángeles, Pensacola, Sarasota, Siracusa |
| Copa Airlines        | Ciudad de Panamá-Tocumen |
| Delta Air Lines      | Atlanta, Boston, Detroit, Fort Lauderdale, Las Vegas, Los Ángeles, Miami, Mineápolis/St. Paul, Nueva York–LaGuardia (reinicia el 14 de septiembre de 2025), Orlando, Salt Lake City, Seattle/Tacoma, Tampa Estacional: Cancún, San Juan (inicia el 20 de diciembre de 2025) |
| Delta Connection     | Austin, Cincinnati, Indianápolis, Kansas City, Nashville, Newark, Nueva York-JFK, Nueva York-LaGuardia, Orlando, Washington–National |
| Frontier Airlines    | Atlanta, Boston, Chicago–O'Hare, Cleveland, Dallas/Fort Worth, Denver, Detroit, Filadelfia, Las Vegas, Miami, Nueva York-LaGuardia, Orlando, San Juan, Tampa Estacional: Búfalo, Houston–Intercontinental, Indianápolis, Siracusa |
| Icelandair           | Reikiavik–Keflavík |
| JetBlue Airways      | Boston, Fort Lauderdale, Nueva York-JFK, San Juan |
| Lufthansa            | Fráncfort |
| Southwest Airlines   | Atlanta, Austin, Baltimore, Chicago–Midway, Dallas–Love, Denver, Fort Lauderdale, Houston–Hobby, Kansas City, Las Vegas, Nashville, Nueva Orleans, Orlando, Phoenix-Sky Harbor, San Luis, Tampa |
| Spirit Airlines      | Baltimore, Dallas/Fort Worth, Detroit, Fort Lauderdale, Newark, Nueva Orleans |
| Sun Country Airlines | Estacional: Mineápolis/St. Paul |
| United Airlines      | Chicago–O'Hare, Denver, Houston–Intercontinental, Newark, San Francisco, Washington–Dulles |
| United Express       | Houston–Intercontinental, Newark, Washington–Dulles Estacional: Chicago–O'Hare |
| WestJet              | Estacional: Calgary |

### Carga
| Aerolíneas        | Destinos |
| ----------------- | --- |
| FedEx Express     | Atlanta, Charlotte, Indianápolis, Memphis, Newark Estacional: Columbus, Greensboro, Harrisburg |
| FedEx Feeder      | New Bern, Jacksonville (NC), Wilmington (NC) |
| Quest Diagnostics | Chárter: Concord, Reading |
| UPS Airlines      | Atlanta, Charlotte, Columbia, Filadelfia, Louisville, Manteo/Dare County, New Bern, Norfolk, Ontario, Wilmington (NC) Estacional: Edenton, Greensboro, Greenville/Spartanburg, Jacksonville (NC), Orlando |

### Destinos internacionales
Se ofrece servicio a 15 destinos internacionales (4 estacionales), a cargo de 15 aerolíneas.
| Ciudades por países                                           | Nombre del aeropuerto                           | Aerolíneas |              |              |              |
| Norteamérica                                                  | Norteamérica                                    | Norteamérica | Norteamérica | Norteamérica | Norteamérica |
| ------------------------------------------------------------- | ----------------------------------------------- | --- | ------------ | ------------ | ------------ |
| Canadá (4 destinos [2 estacionales], 3 aerolíneas)            |                                                 | |              |              |              |
| Calgary                                                       | Aeropuerto Internacional de Calgary             | WestJet (Estacional) |              |              |              |
| Montreal                                                      | Aeropuerto Internacional Pierre Elliott Trudeau | Air Canada Express |              |              |              |
| Toronto                                                       | Aeropuerto Internacional Toronto Pearson        | Air Canada (Estacional) / Air Canada Express                                                                                |              |              |              |
| Vancouver                                                     | Aeropuerto Internacional de Vancouver           | Air Canada (Estacional) |              |              |              |
| México (2 destinos [1 estacional], 4 aerolíneas)              |                                                 | |              |              |              |
| Cancún                                                        | Aeropuerto Internacional de Cancún              | Aeroméxico (Estacional) (inicia el 19 de diciembre de 2025) / American Airlines (Estacional) / Delta Air Lines (Estacional) |              |              |              |
| Ciudad de México                                              | Aeropuerto Internacional de la Ciudad de México | Aeroméxico Connect |              |              |              |
| Centroamérica y El Caribe                                     |                                                 | |              |              |              |
| Bermudas (1 destino, 1 aerolínea)                             |                                                 | |              |              |              |
| Hamilton                                                      | Aeropuerto Internacional L.F. Wade              | BermudAir |              |              |              |
| Jamaica (1 destino [estacional], 1 aerolínea)                 |                                                 | |              |              |              |
| Montego Bay                                                   | Aeropuerto Internacional Sir Donald Sangster    | Avelo Airlines (Estacional)                                                                                                 |              |              |              |
| Panamá (1 destino, 1 aerolínea)                               |                                                 | |              |              |              |
| Ciudad de Panamá                                              | Aeropuerto Internacional de Tocumen             | Copa Airlines |              |              |              |
| Puerto Rico (1 destino, 3 aerolíneas)                         |                                                 | |              |              |              |
| San Juan                                                      | Aeropuerto Internacional Luis Muñoz Marín       | Delta Air Lines (Estacional) (inicia el 20 de diciembre de 2025) / Frontier Airlines / JetBlue Airways                      |              |              |              |
| República Dominicana (1 destino [estacional], 2 aerolíneas)   |                                                 | |              |              |              |
| Punta Cana                                                    | Aeropuerto Internacional de Punta Cana          | Avelo Airlines / American Airlines (Estacional) (inicia el 6 de diciembre de 2025)                                          |              |              |              |
| Europa                                                        |                                                 | |              |              |              |
| Alemania (1 destino, 1 aerolínea)                             |                                                 | |              |              |              |
| Fráncfort                                                     | Aeropuerto de Fráncfort del Meno                | Lufthansa |              |              |              |
| Francia (1 destino, 1 aerolínea)                              |                                                 | |              |              |              |
| París                                                         | Aeropuerto de París-Charles de Gaulle           | Air France |              |              |              |
| Islandia (1 destino, 1 aerolínea)                             |                                                 | |              |              |              |
| Reikiavik                                                     | Aeropuerto Internacional de Keflavík            | Icelandair |              |              |              |
| Reino Unido (1 destino, 1 aerolínea)                          |                                                 | |              |              |              |
| Londres                                                       | Aeropuerto de Londres-Heathrow                  | American Airlines |              |              |              |
| Total: 15 destinos (4 estacionales), 11 países, 15 aerolíneas |                                                 | |              |              |              |

## Estadísticas

### Rutas más transitadas
| Número | Ciudad                        | Pasajeros | Aerolínea                                                                                 |
| ------ | ----------------------------- | --------- | ----------------------------------------------------------------------------------------- |
| 1      | Atlanta, Georgia              | 708,000   | Delta Air Lines, Southwest Airlines                                                       |
| 2      | Charlotte, Carolina del Norte | 527,000   | American Airlines, American Eagle                                                         |
| 3      | Orlando, Florida              | 358,000   | Delta Air Lines, Delta Connection, Frontier Airlines, Southwest Airlines, Spirit Airlines |
| 4      | Dallas, Texas                 | 328,000   | American Airlines                                                                         |
| 5      | Chicago, Illinois             | 321,000   | American Airlines, Delta Connection, Frontier Airlines                                    |
| 6      | Nueva York, Nueva York (LGA)  | 320,000   | American Airlines, American Eagle, Delta Air Lines, Delta Connection                      |
| 7      | Boston, Massachusetts         | 299,000   | Delta Air Lines, Delta Connection, JetBlue Airways                                        |
| 8      | Miami, Florida                | 296,000   | American Airlines, American Eagle, Delta Connection, Frontier Airlines                    |
| 9      | Nueva York, Nueva York (JFK)  | 291,000   | American Eagle, Delta Connection, JetBlue Airways                                         |
| 10     | Denver, Colorado              | 284,000   | Frontier Airlines , Southwest Airlines, United Airlines                                   |

| Número | Ciudad                   | Pasajeros | Aerolínea                          |
| ------ | ------------------------ | --------- | ---------------------------------- |
| 1      | Londres, Reino Unido     | 138,064   | American Airlines                  |
| 2      | París, Francia           | 127,212   | Air France                         |
| 3      | Toronto, Canadá          | 92,935    | Air Canada, Air Canada Express     |
| 4      | Reikiavik, Islandia      | 77,727    | Icelandair                         |
| 5      | Fráncfort, Alemania      | 53,876    | Lufthansa                          |
| 6      | Ciudad de México, México | 28,284    | Aeroméxico Connect                 |
| 7      | Ciudad de Panamá, Panamá | 27,284    | Copa Airlines                      |
| 8      | Cancún, México           | 23,277    | American Airlines, Delta Air Lines |
| 9      | Montreal, Canadá         | 19,140    | Air Canada Express                 |
| 10     | Freeport, Bahamas        | 740       | Bahamasair                         |

### Tráfico anual
| Año  | Pasajeros |  | Año  | Pasajeros  |  | Año  | Pasajeros  |  | Año  | Pasajeros  |
| ---- | --------- |  | ---- | ---------- |  | ---- | ---------- |  | ---- | ---------- |
| 1985 | 2,771,009 |  | 1995 | 5,937,135  |  | 2005 | 9,303,904  |  | 2015 | 9,943,331  |
| 1986 | 3,100,002 |  | 1996 | 6,417,871  |  | 2006 | 9,432,925  |  | 2016 | 11,049,143 |
| 1987 | 4,854,073 |  | 1997 | 6,724,874  |  | 2007 | 10,037,424 |  | 2017 | 11,653,693 |
| 1988 | 7,352,007 |  | 1998 | 7,228,653  |  | 2008 | 9,715,928  |  | 2018 | 12,801,697 |
| 1989 | 8,594,671 |  | 1999 | 8,941,775  |  | 2009 | 8,973,398  |  | 2019 | 14,218,621 |
| 1990 | 9,265,665 |  | 2000 | 10,438,585 |  | 2010 | 9,101,920  |  | 2020 | 4,883,913  |
| 1991 | 9,381,586 |  | 2001 | 9,584,087  |  | 2011 | 9,161,279  |  | 2021 | 8,795,128  |
| 1992 | 9,925,364 |  | 2002 | 8,241,253  |  | 2012 | 9,220,391  |  | 2022 | 11,841,697 |
| 1993 | 9,695,886 |  | 2003 | 7,912,547  |  | 2013 | 9,186,748  |  | 2023 | 14,523,996 |
| 1994 | 8,999,491 |  | 2004 | 8,637,606  |  | 2014 | 9,545,360  |  | 2024 | 15,475,466 |

## Aeropuertos cercanos
Los aeropuertos más cercanos son:
- Aeropuerto Regional de Fayetteville (99km)
- Aeropuerto Internacional Piedmont Triad (107km)
- Aeropuerto de Pitt-Greenville (129km)
- Aeropuerto de Smith Reynolds (132km)
- Aeropuerto Internacional de Jacksonville (157km)